# Ричард II (герцог Нормандии)
Ричард II (Ричард Добрый; фр. Richard le Bon; 23 августа 963 — 23 августа 1026) — герцог Нормандии в 996—1026 годах из Нормандской династии.

## Биография

### Биография
Ричард II был старшим выжившим сыном герцога Нормандии Ричарда I Бесстрашного и Гунноры де Крепон. В начале его правления (997 год) в Нормандии произошло крестьянское восстание. Оно было жестоко подавлено дядей герцога и регентом Раулем д’Иври. По его приказу мятежным крестьянам отрубили руки и ноги.
В правление Ричарда II начались тесные отношения Нормандии с Англией. Сестра Ричарда Эмма была замужем за королём Англии Этельредом II Неразумным. Этельред II был изгнан вторгнувшимися на остров датчанами. После его смерти Эмма вышла замуж за Кнуда Великого — короля Англии, Дании и Норвегии.
Своё прозвище «Добрый» он получил за многочисленные пожертвования монастырям. Скончался 23 августа 1026 года, ему наследовал старший сын Ричард III.

### Семья
- 1-я жена: с приблизительно 996 года — Юдифь (982 — 16 июня 1017), дочь герцога Бретани Конана I Кривого.
  - Ричард III (около 997 — 6 августа 1027), герцог Нормандии с 1026 года.
  - Роберт Дьявол (около 999 — 22 июня 1035), герцог Нормандии с 1027 года.
  - Гильом, монах в Фекане.
  - Элеонора (около 1002 — после 1032); муж: с апреля 1031 года — граф Фландрии Бодуэн IV Бородатый (около 980 — 30 мая 1035).
  - Аделаида (около 1003 — после 7 июля 1037); муж: до 1 сентября 1016 года — граф Бургундии с 1026 года Рено I (около 990 — 3 сентября 1057).
  - Матильда (умерла в 1033 году).
- 2-я жена: с около 1017 года (развелись около 1018 года)[4] — Эстрид (Маргарита), дочь короля Дании Свена I Вилобородого.
- внебрачная связь: Поппа из Энвермеу.
  - Можер (умер в 1055 году), архиепископ Руана в 1037—1055 годах.
  - Гильом (умер после 1052 года), граф д’Арк.